# Aero Friedrichshafen

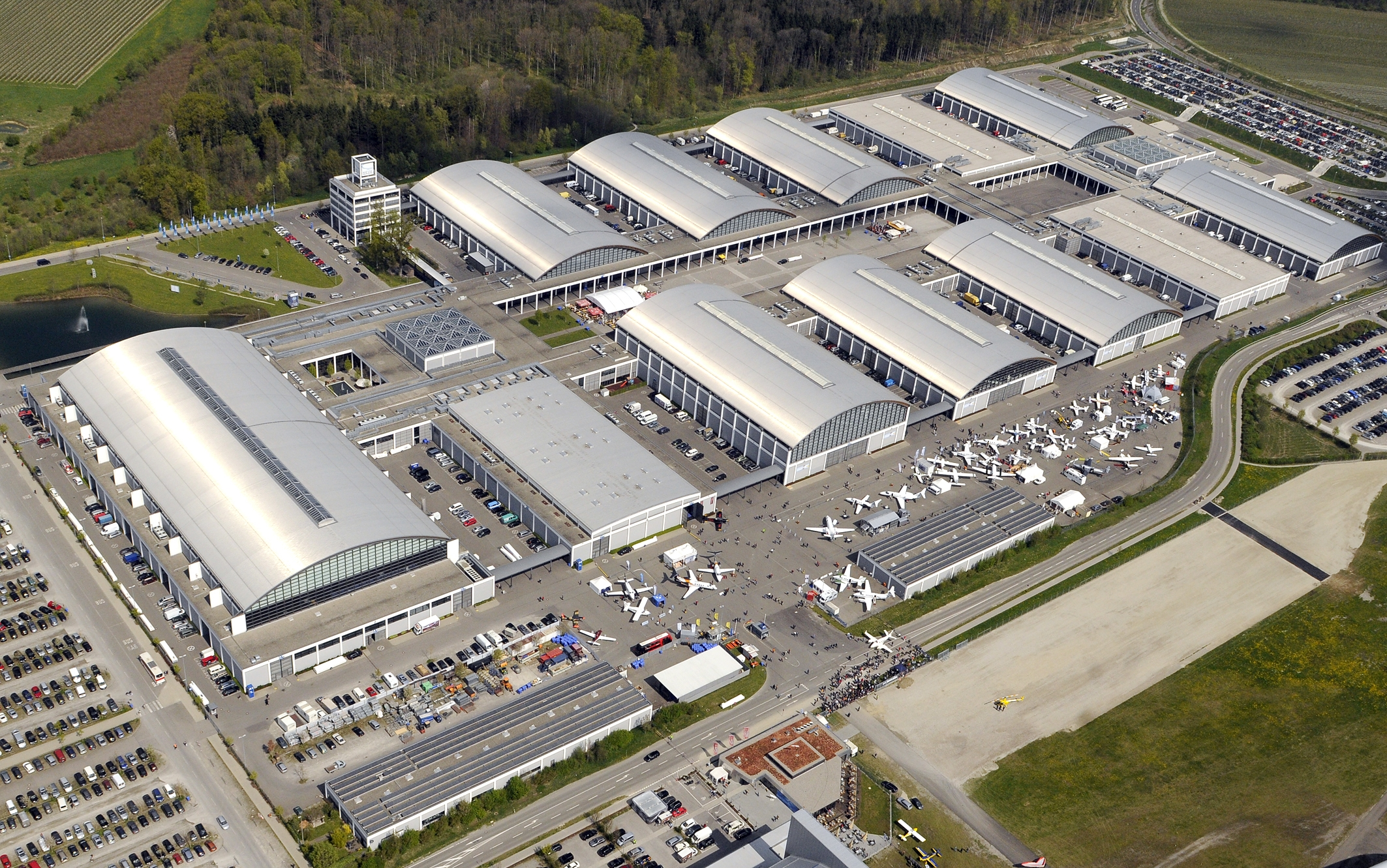
Messe Friedrichshafen während der AERO

Die AERO Friedrichshafen ist eine internationale Fachmesse für die Allgemeine Luftfahrt. Sie findet jährlich auf dem Gelände der Messe Friedrichshafen sowie dem angrenzenden Flughafen Friedrichshafen statt.

## Geschichte
Im März 1977 fand im Rahmen der Automobilausstellung RMF (Rennsport-Motor-Freizeit) erstmals eine Flugsport-Sonderschau auf dem Messegelände Friedrichshafen statt. Vom 16. – 19. März 1978 wurde die erste Luftsportausstellung mit rund 30 Ausstellern parallel zur RMF durchgeführt. Nach einer Pause im Jahr 1980 fand die dritte Messe im Jahr 1981 mit bereits mehr als 50 Ausstellern statt. Gleichzeitig wurde in diesem Jahr der Zweijahres-Turnus eingeführt. 1983 wurde das Messedoppel erstmals unter dem neuen Namen RMF – AERO durchgeführt. Seit der Trennung von der RMF im Jahr 1993 heißt die Luftfahrtmesse offiziell „AERO Friedrichshafen – Internationale Fachmesse für die Allgemeine Luftfahrt“.
Seit 2010 wird die AERO Friedrichshafen wieder im jährlichen Turnus veranstaltet.
2011 wurde im Rahmen der AERO Friedrichshafen mit der e-flight-expo ein Bereich für Elektroflugzeuge eingeführt. Seit 2013 wird unter der Bezeichnung AERODrones (UAS Expo) auch der Bereich für unbemannte zivile Drohnen abgebildet.
Die AERO Friedrichshafen ist mit über 650 Ausstellern und rund 35.000 Fachbesuchern (Stand 2016) nach eigenen Angaben Europas größte und bedeutendste Fachmesse für die Allgemeine Luftfahrt, also den individuellen Teil der zivilen Luftfahrt ohne den Linien- und Charterverkehr. Gezeigt werden Geschäftsreise- und Privatflugzeuge – vom Segelflugzeug über Ultraleichtflugzeuge, Gyrocopter, ein- und zweimotorige Flugzeuge bis hin zum mittelgroßen Business-Jet sowie Elektroflugzeuge.
Veranstalter ist ab 2022 die Fairnamic GmbH mit Sitz in Friedrichshafen, ein Joint Venture der Messe Friedrichshafen und der Messe Frankfurt, an dem letztere mit 49 % beteiligt ist. Hintergrund ist, dass Fairnamic auch Veranstalter der Fahrradmesse Eurobike wird, die ab 2022 von Friedrichshafen nach Frankfurt am Main verlegt wird. Die AERO wird dagegen weiter am Bodensee stattfinden, soll aber mit Hilfe des Frankfurter Partners internationaler aufgestellt werden.
Die Messe entwickelt sich steig weiter, so baute die AERO 2022 das Thema Nachhaltigkeit in der Luftfahrt mit dem Sustainable Aviation Trail weiter aus.

## Standort

### Friedrichshafen
Die AERO Friedrichshafen findet auf dem Gelände der Neuen Messe Friedrichshafen sowie dem angrenzenden Flughafen Friedrichshafen statt. Auf dessen Gelände befindet sich unmittelbar neben dem Messegelände auch der Zeppelin-Hangar der Zeppelin Luftschifftechnik.

### AERO South Africa
Seit 2019 findet die AERO South Africa auf dem Gelände des Wonderboom National Airport in der Stadt Tshwane statt. Auf der Veranstaltung 2022 wurden über 3.500 Besucher von 72 ausstellenden Unternehmen auf einer Fläche von 5106 m² begrüßt.

### Aero Asia
Im Oktober 2015 sollte in Zusammenarbeit mit der Airshow China die erste Aero Asia in Zhuhai abgehalten werden. Diese Veranstaltung musste aber aufgrund von Bauarbeiten am Messegelände in Zhuhai (Neubau für die Airshow China 2016) zunächst verschoben werden. Derzeit prüft die Messe Friedrichshafen geeignete Standorte in China. Die erste Ausgabe findet im November 2023 statt.